# Antymonachomachia
Antymonachomachia (z gr. monachos – mnich, machia – walka) – poemat heroikomiczny autorstwa Ignacego Krasickiego wydany po raz pierwszy anonimowo w 1780 roku.
Antymonachomachia powstała jako odpowiedź na liczne głosy krytyki. Autor stworzył ją jako pozorne przeciwieństwo Monachomachii, dokonując w sposób ironiczny pochwały życia zakonników. Treścią poematu jest historia klasztoru, do którego wiedźma podrzuca egzemplarz Monachomachii, która wywołuje oburzenie mnichów.
Podobnie jak poprzednie dzieło, Antymonachomachia zawiera 6 pieśni podzielonych na oktawy i posługuje się jedenastozgłoskowcem.